# Rukai (Volk)

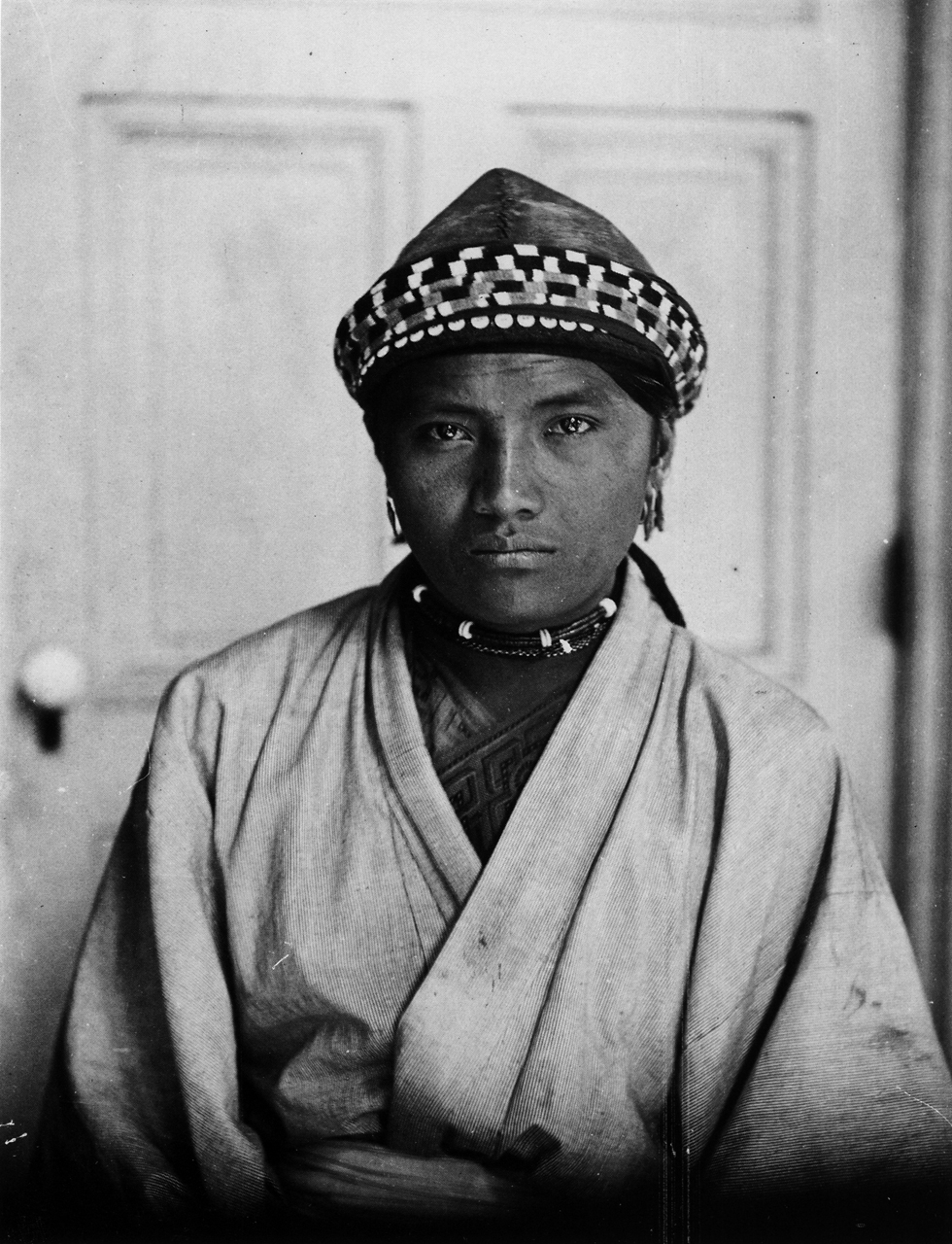
Rukai-Häuptling (Fotografie aus der Abteilung für Anthropologie der Kaiserlichen Universität Tokio zur Zeit der japanischen Herrschaft über Taiwan vor 1945)

Die Rukai (chinesisch 魯凱族 Lǔkǎi zú) sind eines der indigenen Völker Taiwans. Mit einer Bevölkerungszahl von 12.831 Menschen (Stand: Sept. 2014) verteilen die Rukai sich über den Süden Taiwans, und zwar über die Gebiete der Hafenstadt Kaohsiung sowie der beiden Landkreise Pingtung und Taitung. Wie alle indigenen Völker Taiwans zählen auch die Rukai zu den austronesischen Völkern und sprechen eine Formosa-Sprache. Die traditionelle Rukai-Gesellschaft war von einem Kastensystem geprägt, das in Häuptlinge, Adlige, Krieger und Volk unterteilt war.

## Die Gesellschaftsordnung
Bei den Rukai verlief die Weitergabe der Nachfolge patrilinear. Der erstgeborene Sohn der erstgeheirateten Frau wurde Nachfolger. Der Häuptling hatte die größte Macht und Verantwortung für die Einziehung der Steuern, die Kontrolle der Stämme und Hilfen für das bedürftige Volk. Die einzige Möglichkeit, um den Stand der Familie zu erhöhen, war die Heirat einer Frau mit einem Mann, der eine höhere Stellung hatte.

## Feste

### Erntedankfest
Jedes Jahr Mitte August ist die Zeit für das Erntedankfest, eins der wichtigsten Feste für die Rukai. Nach der Ernte führt jeder Stamm eine Serie von Festen durch, um sich für die Ernte zu bedanken und um Sicherheit zu bitten. Außerdem sind Krieg, Jagd und Reichtum ebenfalls Themen dieses Festes. Das Erntedankfest beginnt am Morgen. Auf dem Festplatz gibt es viele Hütten mit Bildnissen der Chinesischen Nasenotter und des Sonnengottes. Leute mit traditioneller Kleidung scharen sich um den Platz. Der Hauptpriester trägt Gebete vor, die den Göttern oder den Vorfahren gewidmet sind. Danach werden Brände auf dem Festplatz gelegt und die Krieger müssen über die Feuer springen. Dies symbolisiert die Austreibung böser Geister. Nach den Eröffnungsfeierlichkeiten folgen weitere Vorstellungen und Wettbewerbe.

### Tapakadrawane-Fest (Das Fest des schwarzen Reis)
Jeden Januar ziehen die Rukai ihre schönste Festkleidung an und bringen Teile der Ernte zum Häuptling. Dieser verteilt sie dann wieder an die bedürftigen Stammesmitglieder.

### Schwingen
Schwingen ist eine romantische Aktivität für Jugendliche. Wenn die Mädchen einen Freund haben, darf dieser sie schaukeln. Die anderen Leute singen zur gleichen Zeit. Je höher ein Mädchen schwingt, desto lauter singen die Leute. Schwingen betont die Bedeutung der Mädchen im Stamm, und es ist auch ein Symbol dafür, dass die Frau rein ist und Temperament hat.

## Legende
Es war einmal eine bununische Prinzessin, die sich in den ältesten Sohn des Rukai-Häuptlings verliebt hatte und ihn auch heiratete.
Die Prinzessin versorgte täglich den Haushalt, deshalb übernahm sie auch das Kochen. Allerdings aß sie niemals mit ihrer neuen Familie zusammen. Nach und nach mergelten die Familienmitglieder aus.
Wegen eines Verdachts gegen sie beobachtete der Häuptling der Rukai das Mädchen. Dabei sah er, wie sie beim Kochen von Süßkartoffeln vor sich hinpfiff und damit eine Schlange anlockte, die sie erlegte und mitkochte. Nun handelte es sich bei der Schlange allerdings um eine Chinesische Nasenotter, die von den Rukai als göttlich verehrt wurde. Kein Wunder also, dass die Familie ständig abgenommen hatte. Der Häuptling erteilte der bununischen Prinzessin einen strengen Verweis und gab ihr eine Strafe, nämlich einen Baumstamm mit einer Nasenotter zu tragen.
Während sie von Sanaginaeh nach Tsubuli unterwegs war, wo sie üblicherweise mit ihrem Mann zusammentraf, aß sie die Nasenotter und weinte schrecklich an einem Felsen. Sie wünschte sich, dass ihr Mann zu ihr käme. Aber sie wartete vergeblich auf ihn. Die Knochen der verzehrten Schlange wurden plötzlich wieder zu einer lebenden Nasenotter, und das Mädchen weinte noch heftiger. Die Tränen der bununischen Prinzessin liefen über den mitgeschleppten Baumstamm und hinterließen ihr Antlitz auf dem Holz. Dieser Stamm wurde zu einem Totem. Außerdem drückt diese Legende auch aus, dass es zwischen den Rukai und den Bunun auf ewig Konflikte geben sollte.

## Lilie
Wenn ein Mann sechs Wildschweine erlegt hatte, bekam er bei einer traditionellen Feier als Preis eine Lilie. Die Lilie galt – ähnlich wie bei den antiken Griechen der Lorbeerkranz – als Zeichen höchster Anerkennung. Wer bei den Rukai die meisten Lilien erhalten hatte, galt als Held.

## Kleidung
Bei den Rukai wird handgemachte bestickte Kleidung sehr geschätzt. Die Kleidung wird mit den Abbildungen der Chinesischen Nasenotter, Keramikgefäßen oder verehrten Gottheiten dekoriert. Normalerweise sind die Farben der Kleidung Schwarz, Blau oder Rot. Die Lilien-Kopfbekleidung und die Chinesische-Nasenotter-Kopfbekleidung sind ein Schwerpunkt der Kleidung. Die Kopfbekleidung mit Chinesische-Nasenotter-Totem und Wildschweinzähnen ist für die Männer. Die Kopfbekleidung für die Frauen ist mit Lilien, Wildschweinzähnen und Silber dekoriert.